# Нозокомефобија
Нозокомефобија је велики страх од болница. Реч "нозокомефобија потиче од грчких речи νοσοκομεῖον (nosokomeion), што значи "болница" и φόβος (phobos), што значи "страх".
Амерички председник Ричард Никсон био је познат по свом страху од болница након што је одбио да иде на лечење због крвног угрушка 1974. године говорећи "ако одем у болницу, никад нећу изаћи жив."